# Roff, Oklahoma
Roff, Oklahoma (енгл. Roff) град је у америчкој савезној држави Оклахома.

## Демографија
По попису из 2010. године број становника је 725, што је 9 (-1,2%) становника мање него 2000. године.
| Група             | 2000.       | 2010.       |
| Белци             | 630 (85,8%) | 570 (78,6%) |
| Афроамериканци    | 1 (0,1%)    | 0 (0,0%)    |
| Азијати           | 0 (0,0%)    | 3 (0,4%)    |
| Хиспаноамериканци | 4 (0,5%)    | 20 (2,8%)   |
| Укупно            | 734         | 725         |